# Жестокие игры (фильм)
«Жесто́кие и́гры» (англ. Cruel Intentions; точный перевод — «Жестокие намерения») — американский фильм 1999 года. По мотивам французского романа конца XVIII века «Опасные связи» (фр. Les Liaisons Dangereuses), написанного Шодерло де Лакло. Фильм вышел на экраны 5 марта 1999 года.

## Сюжет
Себастьян Вальмонт и его сводная сестра Кэтрин Мёртей — представители золотой молодёжи Нью-Йорка. Себастьян — удачливый сердцеед, соблазняющий девушек и затем их бросающий. Свои похождения он фиксирует в личном дневнике. Кэтрин тоже развлекает себя разнообразными интрижками. Их объединяет цинизм и амбициозность.
Себастьян находит себе очередную жертву — Аннетт Хэнгроув, дочь директора колледжа, в котором учатся молодые люди. Ситуация осложняется тем, что Аннетт, как она призналась в интервью молодёжному журналу (в некоем «Манифесте девственницы»), собирается хранить девственность до свадьбы.
Кэтрин предлагает Себастьяну пари: если он соблазнит Аннетт, то сможет претендовать на благосклонность Кэтрин, в противном случае Себастьян отдаст ей свою машину — дорогой Jaguar XK140. С помощью общего знакомого Себастьян входит в доверие к Аннетт и соблазняет её.
Неожиданно Себастьян понимает, что влюбился в Аннетт, и она отвечает ему взаимностью. Счастливые, они проводят ночь любви. Однако Кэтрин шантажирует Себастьяна, и под её давлением, перешагнув через свои чувства, он отказывается от этой любви.
Вернувшись к Кэтрин, Себастьян понимает, что стал жертвой очередной коварной и подлой интриги своей сестры. Признав, что совершил ошибку, он бросается к Аннетт, чтобы всё исправить, и передаёт ей свой дневник. Тем временем Кэтрин звонит Рональду Клиффорду, приятелю Сесиль Колдуэлл, которую Себастьян в недавнем прошлом соблазнил по просьбе сестры, и говорит ему, что Себастьян ударил её и уехал в неизвестном направлении, а также то, что её брат был с Сесиль в интимной связи. Себастьян же всю ночь проводит у дома Аннетт. Потеряв надежду, он встречает Рональда и подтверждает, что у него была интрижка с его подругой. Завязывается драка; на помощь Себастьяну спешит Аннетт, которую Клиффорд случайно толкает на проезжую часть, прямо под колёса мчащейся машины. Себастьян бросается ей на помощь и успевает спасти любимую, но гибнет сам.
На прощальной церемонии с Себастьяном в колледже Аннетт доводит до всеобщего сведения страницы из сокровенного «дневника сердечных побед» Вальмонта, из которого открывается истинное лицо Кэтрин, её действительная жизнь, полная грязных интриг.
В заключительной сцене фильма Аннетт едет на «Ягуаре» Себастьяна, увозя с собой его дневник.

## В ролях
- Райан Филипп — Себастьян Вальмонт
- Сара Мишель Геллар — Кэтрин Мёртей[англ.]
- Риз Уизерспун — Аннетт Хэнгроув
- Сельма Блэр — Сесиль Колдуэлл
- Шон Патрик Томас — Рональд Клиффорд
- Луиза Флетчер — Элен Роусмонд
- Джошуа Джексон — Блэйн Таттл
- Кристин Барански — Банни Колдуэлл
- Эрик Мабиус — Грэг МакКоннел
- Свуси Кёрц — Доктор Регина Гринбаум
- Тара Рид — Марси Гринбаум
- Джинджер Уильямс — Кларисса

## Саундтрек
1. Aimee Mann — «You Could Make a Killing»
2. Placebo — «Every You Every Me»
3. Fatboy Slim — «Praise You»
4. Blur — «Coffee & TV»
5. Day One — «Bedroom Dancing»
6. Counting Crows — «Colorblind»
7. Kristen Barry — «Ordinary Life»
8. Marcy Playground — «Comin’ Up From Behind»
9. Skunk Anansie — «Secretly»
10. Craig Armstrong feat. Elizabeth Fraser — «This Love»
11. Faithless — «Addictive»
12. Abra Moore — «Trip on Love»
13. Bare Jr — «You Blew Me Off»
14. The Verve — «Bitter Sweet Symphony»
15. The Cardigans — «Lovefool»

## Съёмки

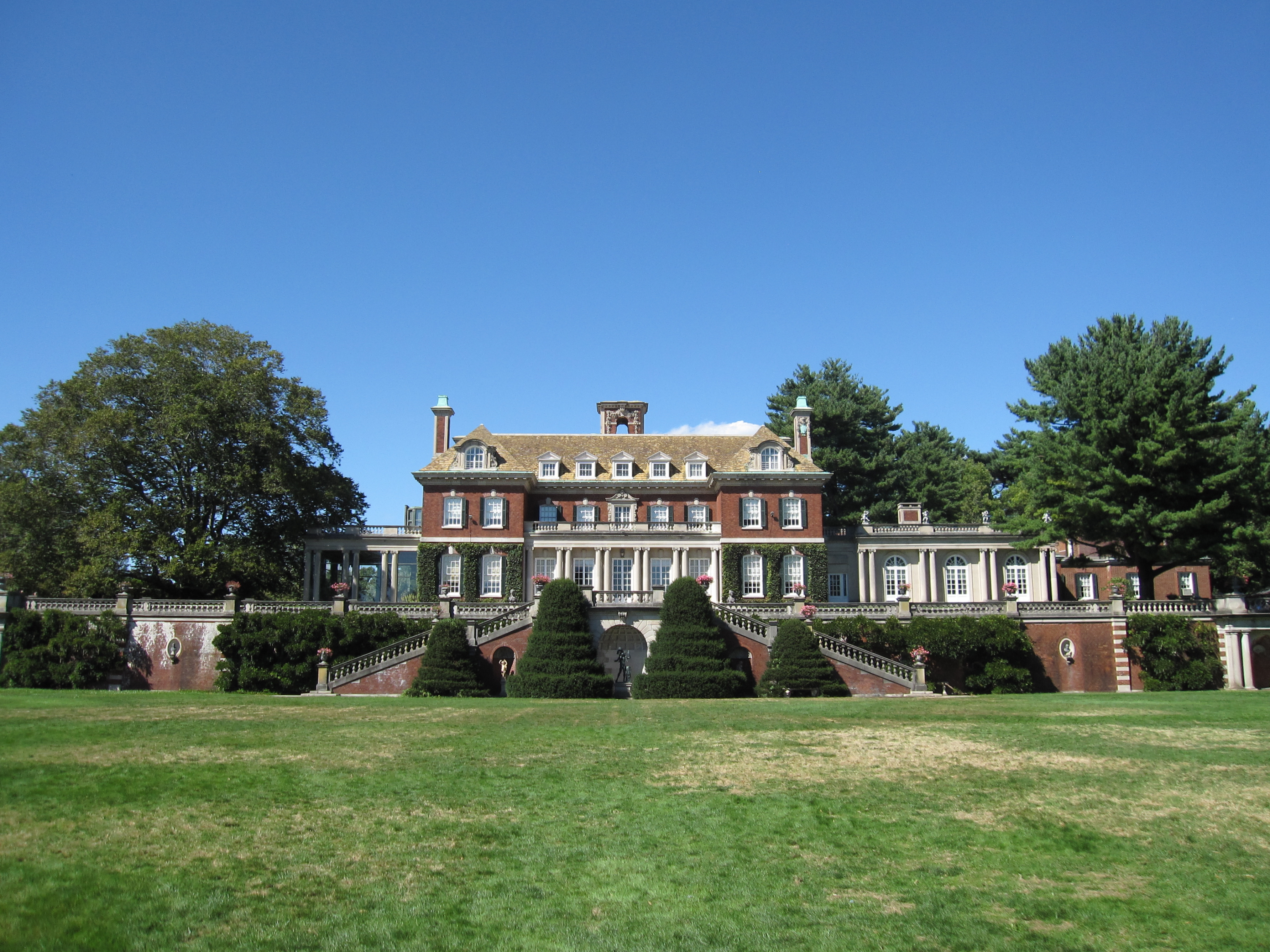
Old Westbury Gardens

Съемки фильма проводились в Old Westbury Gardens в округе Нассо, штат Нью-Йорк, а также в особняке Гарри Синклера в Нью-Йорке.

## Критика
Фильм получил смешанные отзывы критиков. Rotten Tomatoes поставил оценку 54 %, основанную на отзывах ста четырнадцати критиков, со средним баллом 5,26 из десяти. Вывод сайта гласит:
Эта мрачно-комическая драма и её привлекательный актёрский состав завораживают, но слабая постановка и скучный сценарий сводят всё на нет.
Сайт Metacritic дал фильму средний балл 56 % на основе отзывов двадцати четырёх критиков. Чарльз Тейлор с сайта Salon.com описал фильм как самый пошлый за последнее время. Стивен Холден из The New York Times заявил, что фильм вызывает мерзкие чувства.
Роджер Эберт, известный кинокритик Chicago Sun-Times, в своей рецензии дал фильму три звезды из четырёх, заявив, что он получился умным и беспощадным, в лучших традициях оригинального романа. Несмотря на противоречивые отзывы критиков, фильм имел большой коммерческий успех, собрав в первый уикенд более тринадцати миллионов долларов (второе место после картины «Анализируй это»). Фильм был выпущен в 2312 кинотеатрах и собрал 76,3 миллионов долларов во всем мире при бюджете в 10,5 миллионов долларов.
Он был номинирован на премию Stinkers Bad Movie Awards 1999 года как худший ремейк, но проиграл фильму «Призрак дома на холме».

## Награды
Фильм получил следующие награды и номинации:
| Год  | Церемония                        | Категория                                            | Результат |
| ---- | -------------------------------- | ---------------------------------------------------- | --------- |
| 2000 | Blockbuster Entertainment Awards | Любимая актриса второго плана (Риз Уизерспун)        | Победа    |
| 2000 | Golden Slate Awards              | Лучший саундтрек                                     | Победа    |
| 2000 | Golden Slate Awards              | Лучшая актриса в главной роли (Сара Мишель Геллар)   | Номинация |
| 2000 | Golden Slate Awards              | Лучший фильм                                         | Номинация |
| 2000 | Golden Slate Awards              | Лучший саундтрек                                     | Победа    |
| 2000 | Golden Slate Awards              | Лучший молодежный фильм                              | Номинация |
| 2000 | MTV Movie Awards                 | Лучшая актриса (Сара Мишель Геллар)                  | Победа    |
| 2000 | MTV Movie Awards                 | Лучший поцелуй (Сара Мишель Геллар, Сельма Блэр)     | Победа    |
| 2000 | MTV Movie Awards                 | Лучший актер (Райан Филлипп)                         | Номинация |
| 2000 | MTV Movie Awards                 | Лучший кинозлодей (Сара Мишель Геллар)               | Номинация |
| 2000 | Teen Choice Awards               | Лучший фильм в категории драма                       | Победа    |
| 2000 | Teen Choice Awards               | Лучший актер (Райан Филлипп)                         | Номинация |
| 2000 | Teen Choice Awards               | Лучшая актриса (Риз Уизерспун)                       | Номинация |
| 2000 | Teen Choice Awards               | Лучшая любовная сцена (Риз Уизерспун, Райан Филлипп) | Номинация |
| 2000 | Teen Choice Awards               | Лучший кинозлодей (Сара Мишель Геллар)               | Победа    |
| 2000 | Teen Choice Awards               | Лучший саундтрек                                     | Номинация |
| 2000 | Stinkers Bad Movie Awards        | Худший ремейк                                        | Номинация |

## Продолжения
- В 2000 году по мотивам «Жестоких игр» был выпущен приквел «Жестокие игры 2» (Cruel Intentions 2), сюжет которого является предысторией первого фильма.
- В 2004 году на экраны вышла картина «Жестокие игры 3» (Cruel Intentions 3), которая повествует о кузине Кэтрин, Кэссиди Мёртэй. Её роль исполнила Кристина Анапау.